# Кандереп
Кандереп — река в Новосибирской и Кемеровской областях России. Исток реки находится возле деревни Кандереп Новосибирской области, устье — в 36 км по левому берегу реки Лебяжья, в деревне Проскоково Кемеровской области. Длина реки составляет 24 км.

## Данные водного реестра
По данным государственного водного реестра России относится к Верхнеобскому бассейновому округу, водохозяйственный участок реки — Томь от города Кемерово и до устья, речной подбассейн реки — Томь. Речной бассейн реки — (Верхняя) Обь до впадения Иртыша.